# Microrregión de Santana do Ipanema
La Microrregión de Santana do Ipanema está localizada en la Mesorregión del Sertão Alagoano, en el  estado de Alagoas.

## Municipios
- Carneiros
- Dois Riachos
- Maravilha
- Ouro Branco
- Palestina
- Pão de Açucar
- Poço das Trincheiras
- Santana do Ipanema
- São José da Tapera
- Senador Rui Palmeira

- Datos: Q2667641
- Multimedia: Santana do Ipanema / Q2667641